# Foreigner
 (octobre 2022).
Si vous disposez d'ouvrages ou d'articles de référence ou si vous connaissez des sites web de qualité traitant du thème abordé ici, merci de compléter l'article en donnant les références utiles à sa vérifiabilité et en les liant à la section « Notes et références ».
Pour les articles homonymes, voir Foreigner (homonymie).
Foreigner est un groupe américano-britannique de hard rock, originaire de New York. Il est formé en 1976 par deux musiciens britanniques reconnus, Mick Jones anciennement guitariste pour Spooky Tooth et Ian McDonald, multi-instrumentiste ayant joué avec King Crimson et McDonald and Giles, ainsi qu'un chanteur américain jusqu'alors inconnu, Lou Gramm,. En 2014, le groupe compte plus de 80 millions d'albums vendus à travers le monde (dont 37,5 millions aux États-Unis). Ce qui fait de ce groupe l'un des meilleurs vendeurs de tous les temps. Leurs plus grands tubes restent Waiting for a Girl Like You, Hot Blooded, Juke Box Hero, Urgent, Break It Up et également I Want to Know What Love Is, paru fin 1984 ou encore I Don't Want to Live Without You. Le nom du groupe (Étranger en français) vient du fait que trois de ses membres sont britanniques, Mick Jones, Ian McDonald et le batteur Dennis Elliott, alors que les trois autres, le claviériste Al Greenwood, le bassiste Ed Gagliardi et le chanteur Lou Gramm, sont américains. 
En 2008, après 14 ans d'inactivité en studio, le groupe Foreigner revient avec une compilation (No End in Sight: The Very Best of Foreigner) et un nouveau titre (Too Late). Comme le titre de la compilation pouvait le laisser entendre (No End in Sight signifie « Pas de fin en vue »), un nouvel album paraît le 29 septembre 2009 : Can't Slow Down.
Selon le site officiel du groupe, Foreigner fut rejoint sur scène par les membres originaux Lou Gramm, Dennis Elliott, Al Greenwood, Ian McDonald ainsi que par le bassiste Rick Wills pour leur tournée célébrant les 40e anniversaire d'existence de la formation. Cette réunion a eu lieu les 6 et 7 octobre 2017 au Soaring Eagle Casino Resort de Michigan aux États-Unis, ainsi que durant d'autres concerts de la tournée.

## Historique

### Débuts
Depuis sa création, Foreigner est mené par le guitariste Mick Jones (ex-Nero and the Gladiators, guitariste de Sylvie Vartan puis de Johnny Hallyday, Spooky Tooth et de Leslie West). Après la séparation du Leslie West Band en 1976, Jones se retrouve coincé à New York ; l'agent artistique de West, Bud Prager, encourage Jones à continuer ses compositions et de répéter avec un groupe.
Jones se réunit avec le claviériste new-yorkais Al Greenwood (qui a joué avec les membres de Flash - anciennement formé par l'ex-guitariste de Yes Peter Banks - Colin Carter au chant et Mike Hough à la batterie dans un groupe appelé Storm), le batteur Stan Williams et le bassiste Jay Davis (plus tard avec Rod Stewart) et commencent à jouer. Un autre ami, le chanteur Ian Lloyd, est appelé à chanter mais Jones décide que l'harmonie n'était pas au rendez-vous. Ils adoptent le nom de Trigger et enregistrent une cassette démo, qui sera ignorée par les labels. En novembre 1976, après six mois de répétitions, le groupe désormais appelé Foreigner enregistre un premier album avec les producteurs John Sinclair et Gary Lyons au studio Hit Factory mais passent aux Atlantic Recording Studios. Le premier essai de mixage audio de l'album se fait aux Sarm Studios, à Londres. Mais le groupe, insatisfait du résultat, mixe de nouveau l'album chez Atlantic avec Mick Jones, Ian McDonald et Jimmy Douglass. Bud Prager deviendra leur agent artistique, un rôle qu'il assumera les 17 années qui suivront.
Leur premier album homonyme, est publié en mars 1977 et vendu à plus de quatre millions d'exemplaires aux États-Unis, restant au top 20 grâce aux singles Feels Like the First Time, Cold as Ice et Long, Long Way from Home. En mai 1977, Foreigner est déjà tête d'affiche des concerts, et leur album est certifié disque d'or. Après un concert au Memorial Hall de Kansas City, dans le Kansas, le 6 mai 1977, le batteur Elliott se blesse la main ; le groupe fait donc appel à Ian Wallace (ex-King Crimson) pour le remplacer à quelques dates. Ils jouent par la suite au California Jam II en mars 1978 et tournent le mois suivant en Europe, au Japon et en Australie pour la première fois.
Leur deuxième album, Double Vision (sorti en juin 1978), co-produit par Keith Olsen, se vend à cinq millions d'exemplaires et est lancé par les singles Hot Blooded, Double Vision et Blue Morning, Blue Day. Le troisième album, Head Games (septembre 1979), co-produit par Roy Thomas Baker, est aussi un succès grâce au morceau Dirty White Boy et au titre Head Games. Pour Head Games, le bassiste Ed Gagliardi est remplacé par Rick Wills, ex-Flowers de David Gilmour.

### Départ et retour de Gramm
À la fin des années 1980, Jones et Gramm lancent leurs albums solo chez Atlantic. Gramm sort Ready or Not en janvier 1987 et peu après, le groupe répète pour un nouvel album, mais le futur de Lou au sein du groupe est incertain. Jones fait appel à un nouveau chanteur, Johnny Edwards (ex-Buster Brown). Edwards fait sa première apparition live avec Foreigner au club de Long Island, le Stephen Talkhouse, le 15 août 1990, où il apparaît avec Jones, Dennis Elliott et Rick Wills aux côtés de Terry Thomas et Eddie Mack à l'harmonica.
Le groupe sort sa nouvelle édition de l'album Unusual Heat en juin 1991. En juillet 1991, la nouvelle formation de Foreigner joue quelques dates européennes. Pendant les émeutes de Los Angeles en 1992, confinés dans leur hôtel Sunset Marquis à West Hollywood, où Mick Jones voulait venir voir Lou Gramm, ils finissent séquestrés. Ils décident de s'associer de nouveau ensemble. Gramm finit par rejoindre Foreigner, amenant par la même occasion le bassiste Bruce Turgon, pour remplacer Wills (qui les a quittés pendant leur tournée de 1991) et publient un deuxième best-of, The Very Best ... and Beyond (septembre 1992), qui comprend trois nouveaux morceaux. En octobre 1994, ils sortent leur album de résurrection, album, Mr. Moonlight, au Japon. En été 1999, Foreigner part en tournée avec le groupe Journey.
En 2001, le Warner Music Group choisit Foreigner pour remastériser leur catalogue. En 2002, leur 25e année d'existence voit leurs albums de 1977 et 1981 réédités par le label Rhino Entertainment. Foreigner, Double Vision, Head Games et 4 attirent l'intérêt de l'équipe de Rhino avec de nouvelles photos, et des morceaux bonus. Le best-of du groupe est publié en Europe et aux États-Unis. Gramm part de nouveau au début de 2003. Jones explique que lui et le groupe se sont séparés car il n'y avait pas assez de communication.

### Nouveau chanteur

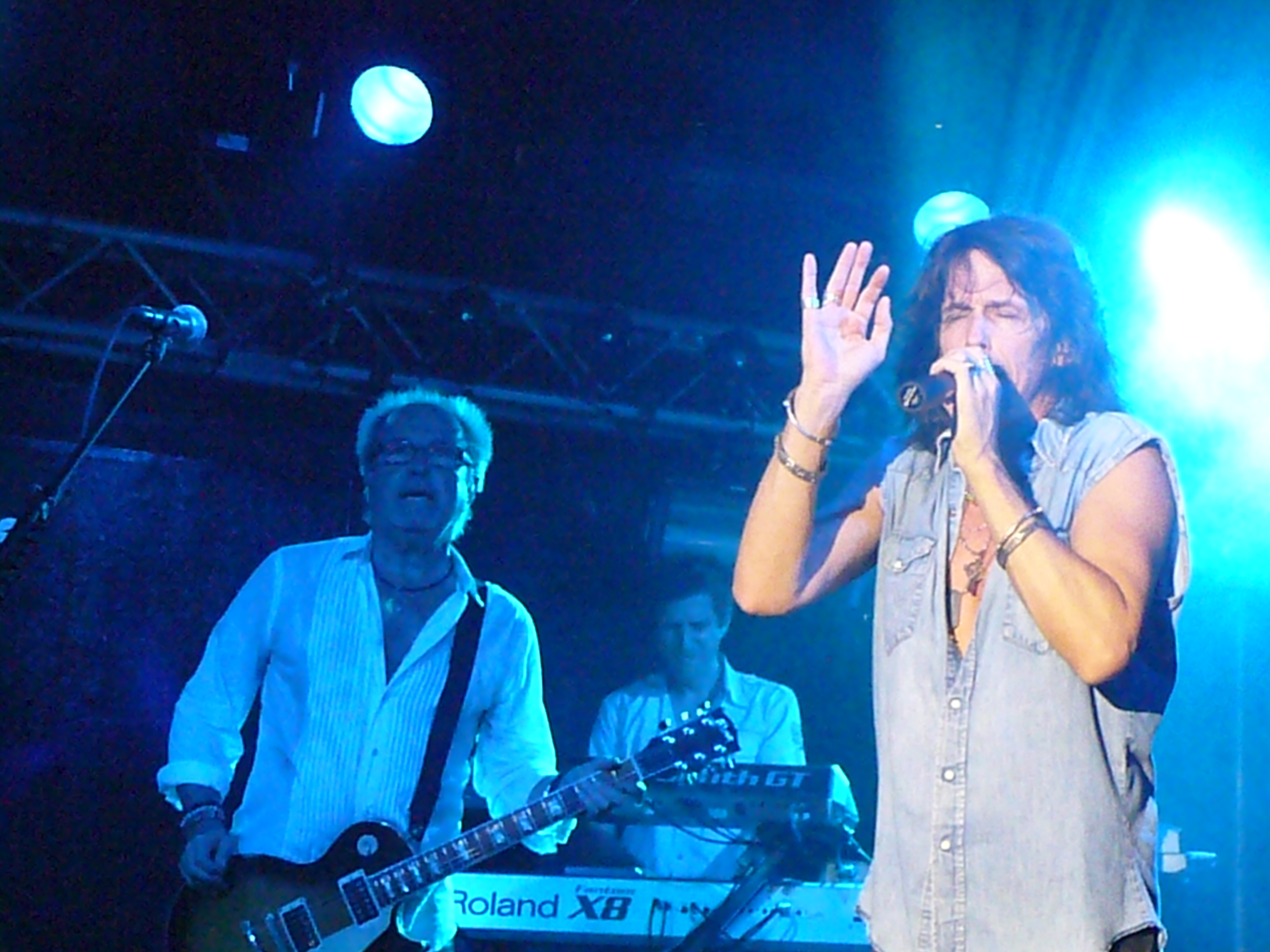
Mick Jones, Michael Bluestein et Kelly Hansen le 30 juin 2009 à Luxembourg

Jones, le fondateur et seul membre restant du groupe Foreigner, décide de prendre une pause avant de reformer le groupe avec de nouveaux musiciens. Le 25 juillet 2004 à Santa Barbara au DoubleTree Resort, Jones apparait brièvement avec une nouvelle mouture de Foreigner : Jeff Jacobs, Thom Gimbel, le bassiste Jeff Pilson, le batteur Jason Bonham (fils du batteur de Led Zeppelin John Bonham) et le chanteur Kelly Hansen.
À la fin 2007, le claviériste Jeff Jacobs quitte Foreigner après 16 ans, et est brièvement remplacé par Paul Mirkovich, lui-même remplacé par Michael Bluestein, l'année suivante. Le groupe publie une anthologie le 15 juillet 2008, intitulée No End in Sight: The Very Best of Foreigner.

### Derniers événements

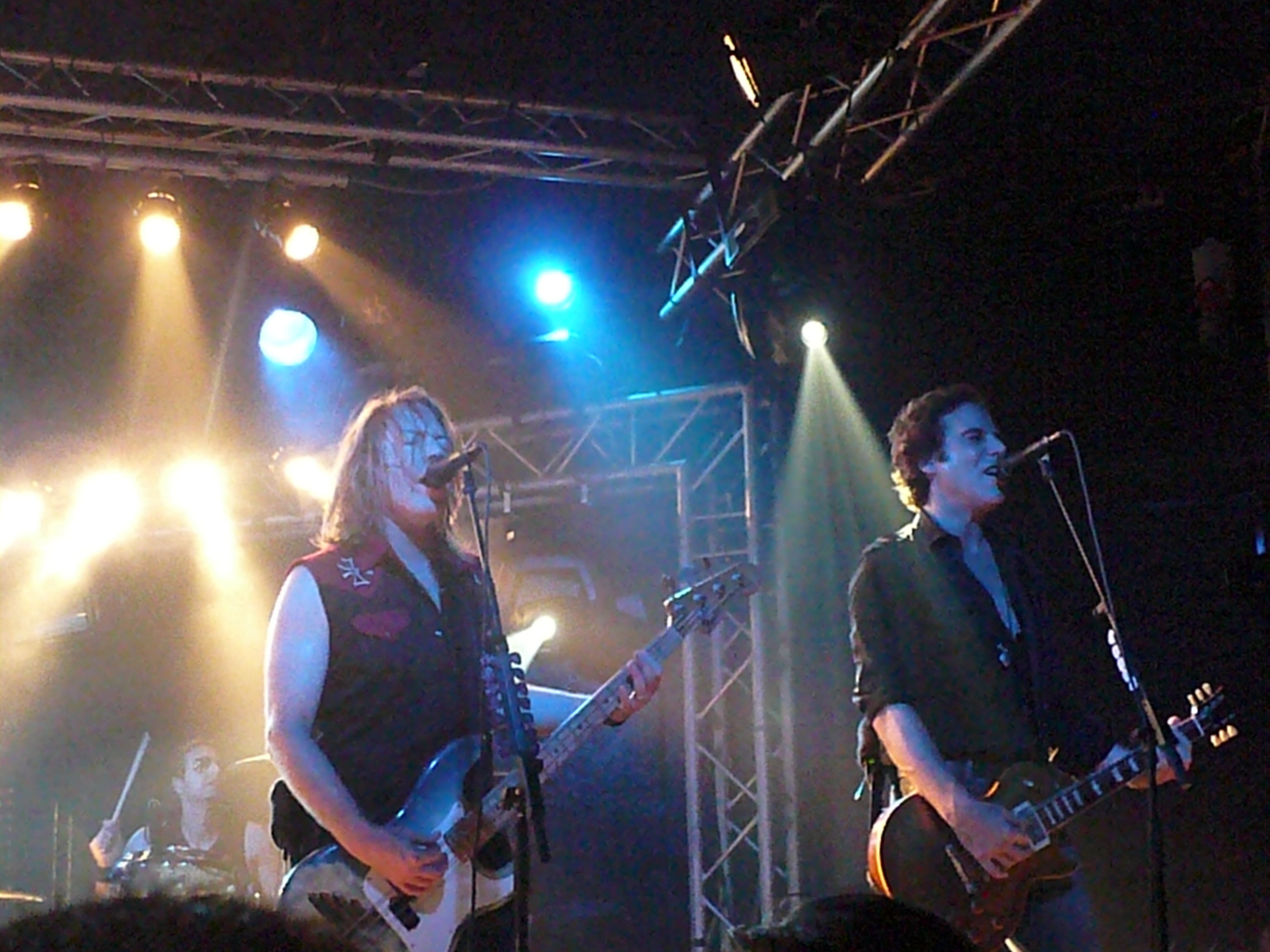
Brian Tichy, Jeff Pilson et Thom Gimbel le 30 juin 2009 à Luxembourg

Le 20 février 2011, le groupe joue pour la première fois à Bangalore, en Inde, avec le joueur de sitar Niladri Kumar. Entre le 19 août et le 10 septembre, le guitariste des Night Ranger, Joel Hoekstra, remplace Jones.
Le 4 octobre 2011, Foreigner sort Acoustic and More.
Le 9 janvier 2013, le premier batteur du groupe, Dennis Elliott, se joint à Foreigner au Hard Rock Cafe d'Hollywood, en Floride pour jouer Hot Blooded.
En 2014, Foreigner s'associe à Styx et à l'ex-guitariste des Eagles, Don Felder pour la tournée Soundtrack of Summer. Le bassiste Ed Gagliardi meurt le 11 mai, à 62 ans, après une lutte de huit ans contre le cancer. 
Le 12 janvier 2015, à Sarasota, en Floride, Foreigner est rejoint par le batteur Dennis Elliott et l'ancien bassiste Rick Wills pour Hot Blooded. Le 24 juin, il joue en ouverture pour Kid Rock.
Le 20 juillet 2017, au Jones Beach Theater à New York, la formation actuelle de Foreigner est rejointe par Lou Gramm, Ian McDonald et Al Greenwood pour leur 40 ans. Jones sera absent de nombreux concerts en 2017.
En 2017, le groupe donne deux concerts à guichets fermés à Lucerne en Suisse, conjointement avec le 21st Century Symphony Orchestra et une chorale, dirigés par Ernst van Tiel. Les enregistrements de ces concerts sont publiés en 2018 sous le titre Foreigner with the 21st Century Symphony Orchestra & Chorus, disponibles en CD, DVD et double vinyle. On y redécouvre, avec de nouveaux arrangements orchestraux, de grands classiques de Foreigner tels que Cold As Ice, Say You will, That Was Yesterday, Feels Like The First Time, Starrider, ainsi que Urgent, Juke Box Hero, Double Vision, etc.
Le 31 juillet 2022, le groupe s'est produit au Soldiers and Sailors Memorail Auditorium à Chattanooga, mais sans son membre fondateur Mick Jones, absent pour raison de santé : la guitare a été jouée par Bruce Watson et Luis Maldonado.
Atteint de la maladie de Parkinson, Mick Jones, le dernier membre originel du groupe ne se produit plus sur scène depuis 2023.

### Membres actuels

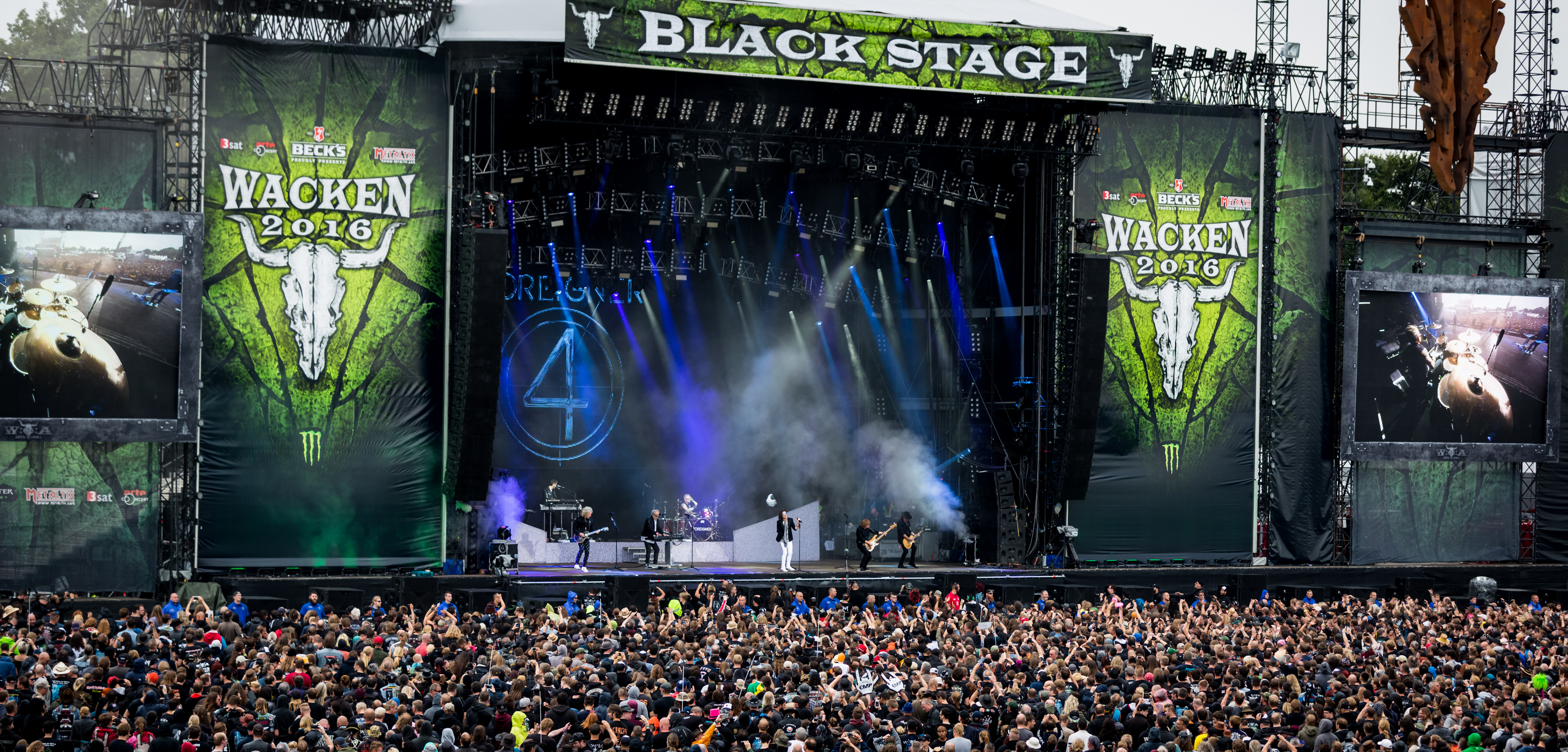
Foreigner au Wacken Open Air en 2016

- Mick Jones - guitare solo, claviers, chant (depuis 1976)
- Kelly Hansen - chant (depuis 2005)
- Bruce Watson - guitares solo et rythmique (depuis 2011)
- Luis Maldonado - guitares solo et rythmique, (depuis 2021)
- Kim Bullard - claviers (depuis 2024)
- Eric Avery - basse, claviers, guitares (depuis 2024)
- Chris Frazier - batterie, percussions, chœurs (1992–1995, 2000–2002, depuis 2012)

### Anciens membres
- Ian McDonald - guitare, claviers, saxophone, flûte traversière, chœurs (1976-1980)
- Lou Gramm - chant, percussions (1976-1990, 1992-2003)
- Dennis Elliott - batterie, percussions (1976-1991)
- Al Greenwood - claviers  (1976-1980)
- Thom Gimbel - guitares rythmique, saxophone, chœurs (1992-1993 1995-2021)
- Ed Gagliardi - basse, chœurs (1976-1979)
- Rick Wills - basse, chœurs (1979-1992)
- Mark Rivera - saxophone, flûte traversière, guitare, claviers, chœurs (1981-1988, 1991-1992)
- Bob Mayo (en) - claviers, guitare, chœurs (1981-1988)
- Peter Reilich - claviers (1981-1982)
- Larry Oakes - guitare, claviers, chœurs (1988)
- Lou Cortelezzi - saxophone (1988)
- Johnny Edwards - chant, guitare (1990-1992)
- Jeff Jacobs - claviers, chœurs (1991-2007)
- Larry Aberman - batterie, percussions (1991-1992)
- Bruce Turgon - basse, voix (1992-2003)
- Scott Gilman - guitare, saxophone, chœurs (1992, 1993-1995)
- Ron Wikso - batterie, percussions (1995-1998)
- Brian Tichy - batterie, percussions (1998-2000, 2007 (remplace Bonham), 2008-2010)
- John Purdell – claviers (2000 (remplace Jacobs))
- Denny Carmassi - batterie, percussions (2002-2003)
- Jason Bonham - batterie, percussions, chœurs (2004-2007, 2007-2008)
- Chaz West - chant (2004)
- Jeff Pilson - basse choeurs claviers (2004-2024)
- Paul Mirkovich - claviers (2007-2008)
- Bryan Head - batterie, percussions (2008)
- Michael Bluestein - claviers, chœurs (2008-2024)
- Jason Sutter - batterie, percussions (2010-2011)

## Discographie

### Albums studio
| N° | Année | Album              | Titres | #US | #UK | #FR | Disques de platine |
| -- | ----- | ------------------ | ------ | --- | --- | --- | ------------------ |
| 1  | 1977  | Foreigner          | 10     | 4   | -   | -   | 5                  |
| 2  | 1978  | Double Vision      | 10     | 3   | 37  | -   | 7                  |
| 3  | 1979  | Head Games         | 10     | 5   | -   | -   | 5                  |
| 4  | 1981  | 4                  | 10     | 1   | 4   | 6   | 6                  |
| 5  | 1984  | Agent Provocateur  | 10     | 4   | 1   | 15  | 3                  |
| 6  | 1987  | Inside Information | 10     | 15  | 64  | -   | 2                  |
| 7  | 1991  | Unusual Heat       | 11     | 117 | 56  | -   | -                  |
| 8  | 1994  | Mr. Moonlight      | 11     | 136 | 59  | -   | -                  |
| 9  | 2009  | Can't Slow Down    | -      | -   | -   | -   | -                  |

### Albums live
- 1993 : Classic Hits Live/Best of Live
- 2006 : Live in '05
- 2006 : Extended Versions - Contient une reprise de Whole lotta love de Led Zeppelin avec Jason Bonham à la batterie.
- 2010 : Can't Slow Down ... When It's Live!
- 2012 : Alive and Rockin'
- 2014 : An Acoustic Evening With Foreigner - Enregistré au Dornier Museum de Friedrichshafen, en Allemagne, le 31 juillet 2013.
- 2016 : In Concert: Unplugged
- 2018 : Foreigner with the 21st Century Symphony Orchestra & Chorus
- 2019 : Foreigner Live In Concert
- 2019 : Live At The Rainbow '78
- 2019 : Double Vision: THEN & NOW 40th anniversary

### Compilations
- 1982 : Records #10 US 7x Platinum, #58 UK
- 1992 : The Very Best of
- 1992 : The Very Best of... and Beyond #123 US 2x Platinum, #19 UK
- 1994 : Juke Box Hero : Best of
- 1999 : The Platinum Collection
- 1999 : Rough Diamonds No. 1
- 2000 : Hot Blooded and Other Hits
- 2000 : Anthology : Juke box Heroes
- 2002 : Complete Greatest Hits  #80 US
- 2002 : The Definitive  #33 UK
- 2005 : The Essentials
- 2006 : The Definitive Collection
- 2008 : No End in Sight: The Very Best of Foreigner
- 2011 : Acoustic and More - coffret de 2 CD Acoustic the Classics Unplugged et Juke Box Heroes + 1 DVD Live In Chicago.
- 2014 : I Want to Know What Love Is: The Ballads
- 2014 : The Complete Atlantic Studio Albums 1977–1991 - coffret 7 CD + 9 chansons bonus
- 2017 : 40: Forty Hits From Forty Years 1977-2017 (inclus un titre inédit Give My Life For Love + la nouvelle version de I Don’t Want To Live Without You)

### Singles
| Année | Chanson                          | Album                                       |
| ----- | -------------------------------- | ------------------------------------------- |
| 1976  | Feels Like the First Time        | Foreigner                                   |
| 1977  | Starrider                        | Foreigner                                   |
| 1977  | Cold As Ice                      | Foreigner                                   |
| 1978  | Long, Long Way From Home         | Foreigner                                   |
| 1978  | Hot Blooded                      | Double Vision                               |
| 1978  | Double Vision                    | Double Vision                               |
| 1979  | Blue Morning, Blue Day           | Double Vision                               |
| 1979  | Dirty White Boy                  | Head Games                                  |
| 1979  | Head Games                       | Head Games                                  |
| 1979  | Rev On The Red Line              | Head Games                                  |
| 1980  | Women                            | Head Games                                  |
| 1981  | Urgent                           | 4                                           |
| 1981  | Waiting for a Girl Like You      | 4                                           |
| 1982  | Juke Box Hero1                   | 4                                           |
| 1982  | Break It Up                      | 4                                           |
| 1982  | Luanne                           | 4                                           |
| 1984  | I Want to Know What Love Is      | Agent Provocateur                           |
| 1985  | That Was Yesterday               |                                             |
| 1985  | Reaction To Actionv              |                                             |
| 1986  | Down On Love                     |                                             |
| 1987  | Say You Will                     | Inside Information                          |
| 1988  | I Don't Want To Live Without You | Inside Information                          |
| 1988  | Heart Turns To Stone             | Inside Information                          |
| 1991  | Lowdown And Dirty                | Unusual Heat                                |
| 1991  | Only Heaven Knows                | Unusual Heat                                |
| 1992  | With Heaven On Our Side          | The Very Best...And Beyond                  |
| 1993  | Soul Doctor                      | The Very Best...And Beyond                  |
| 1994  | White Lie                        | Mr. Moonlight                               |
| 1995  | Until The End Of Time            | Mr. Moonlight                               |
| 1996  | Under The Gun                    | Mr. Moonlight                               |
| 2008  | Too Late                         | No End In Sight: The Very Best of Foreigner |

11982 re-release